# 지방도 제1023호선
지방도 제1023호선(화개 ~ 함양선)은 경상남도 하동군 화개면 화개삼거리와 경상남도 함양군 함양읍 구룡리를 잇는 경상남도의 지방도이다. 함양군 마천면 ~ 하동군 화개면 벽소령 구간은 지리산국립공원 내에 있어 미개통되어 있다.

## 연혁
- 2003년 2월 20일 : 노선 폐지 및 재지정[1][2]
- 2003년 3월 27일 : 기점을 '구례군 간전면 운천리', 종점을 '구례군 간전면 운천리'로 하여 0.2km 구간을 지방도 제1023호선 '간전 ~ 함양선'으로 새로 지정[3]
- 2009년 10월 15일 : 지방도 노선 조정[4]

## 주요 경유지
- 하동군
  - 화개면 화개삼거리 - 화개시외버스공용터미널 - 탑리 - 화개초등학교 - 화개중학교 - 삼신리 - 용강삼거리 - 용강리 - 범왕리 - 신흥1교 - 화개초등학교 왕성분교 - 신흥교 - 대성교 - 단천교 - 대성1교 - 대성리 - (의신마을) - (미개통 구간 : (삼정) - 벽소령(1,350m))
- 함양군
  - 마천면 (미개통 구간 : 벽소령(1,350m) - 삼정리) - (양정마을) - 삼정리 - 덕전리 - 송알삼거리 - 마천초등학교 - 마천중학교 - 군자리 - 가흥교 - 가흥리 - 마천중학교(폐교) - 지리산둘레길함양안내센터 (구 금계초등학교) - 의탄리 - 창원리 - 등구초등학교(폐교) - 구양리 - 오도재 (733m)
  - 휴천면 오도재 (733m) - 월평리 - 지안재
  - 함양읍 지안재 - 조동교 - 구룡리

## 중복 구간
- 함양군 마천면 가흥교 북단 ~ 의탄리 : 국가지원지방도 제60호선과 중복

## 도로명
- 하동군 화개면 화개삼거리 ~ (의신마을) : 화개로
- 함양군 마천면 (양정마을) ~ 가흥교 북단 : 마천삼정로
- 함양군 마천면 가흥교 북단 ~ 의탄리 : 천왕봉로
- 함양군 마천면 의탄리 ~ 함양읍 구룡리 : 지리산가는길